# ماریا رویز (بازیکن فوتبال)
ماریا رویز (انگلیسی: María Ruiz؛ زادهٔ ۱۳ ژوئن ۱۹۸۳) بازیکن فوتبال اهل اسپانیا است.
از فیلم‌ها یا برنامه‌های تلویزیونی که وی در آن نقش داشته‌است می‌توان به باران تابستان اشاره کرد.
از باشگاه‌هایی که در آن بازی کرده‌است می‌توان به وسترن نیویورک فلش اشاره کرد.